# Champdray
Champdray é uma comuna francesa na região administrativa do Grande Leste, no departamento de Vosges. Estende-se por uma área de 9.49 km². Em 2010 a comuna tinha 185 habitantes (densidade: 19,5 hab./km²).